# Mysidella australiana
Mysidella australiana är en kräftdjursart som beskrevs av Fenton 1990. Mysidella australiana ingår i släktet Mysidella och familjen Mysidae. Inga underarter finns listade i Catalogue of Life.